# Мыслин, Владимир Алексеевич
Владимир Алексеевич Мыслин (31 августа 1908, Москва — 1999) — советский архитектор. Мастер промышленной архитектуры. Член-корреспондент Академии архитектуры СССР, действительный член Академии строительства и архитектуры СССР, секретарь правления Союза архитекторов СССР. Почётный член РААСН.

## Биография
Владимир Мыслин родился 31 августа 1908 года в Москве в семье железнодорожного служащего. Учился в Малаховской опытно-показательной школе. В 1925 году поступил на архитектурный факультет московского ВХУТЕИНа. Ещё во время учёбы занимался проектной, строительной и научной работой. Получил право на контрактацию, работая техником в «Стеклострое». После окончания института в 1930 году работал в «Стеклострое» и «Союзстеклофарфоре». Участвовал в проектировании Лисичанского, Горьковского и Гомельского стеклозаводов. Без отрыва от производства преподавал в Московском архитектурном институте.
В 1930-х годах, занимая должность старшего архитектора в Стройпроекте № 2, разрабатывал проекты районных планировок Кузнецкого и Кемеровского промышленных районов (проекты отмечены премиями). Совместно с Н. Н. Юргенсоном и Г. П. Домшлаком занимался проектированием генерального плана нового ЦАГИ. Был главным архитектором Кузнецкого паровозо-вагоностроительного завода.
В 1936 году поступил в аспирантуру Академии архитектуры СССР. Во время учёбы занимался проектированием Московского молочного комбината в Останкине, холодильника в Кривом Роге и других сооружений. Проект молочного комбината получил высокую оценку на Всесоюзном конкурсе молодых архитекторов.
С 1940 года работал в Промстройпроекте. Руководил проектированием медеплавильных комбинатов в Джезказгане и Усть-Каменогорске. Выполнил проект лабораторного корпуса Всесоюзного электротехнического института в Москве.
После начала Великой Отечественной войны был в эвакуации на Урале вместе с большей частью коллектива Промстройпроекта. Руководил бригадой по проектированию цехов Нязепетровского машиностроительного завода, главного корпуса кузнечно-прессовального завода в Челябинске и других сооружений.
После возвращения в Москву в 1943 году работал над восстановлением Горьковского автомобильного завода. Позднее работал над проектом Ульяновского автомобильно-дизельного завода. В 1945 году ездил в командировку в Америку, где изучал строительство и архитектуру США. Итогом этой поездки стала его кандидатская диссертация «Типы жилых зданий США», которую Мыслин защитил в 1947 году.
В 1946 году назначен главным архитектором Промстройпроекта. Под его руководством осуществлялось строительство крупных промышленных предприятий в СССР и за рубежом: автомобильный завод в Чанчуне (КНР), Бхилайский металлургический завод (Индия) и другие. Лично выполнил проекты административно-лабораторного и конструкторского корпусов ВНИИ Кимаш, предзаводской площади Ульяновского автозавода, советского павильона на Лейпцигской ярмарке (ГДР), НИИ электрокерамических изделий в Москве, центральной лаборатории на заводе искусственного волокна в Киеве, крупных ангаров, экспериментально-лабораторного павильона Академии строительства и архитектуры СССР и другие. Большая часть из этих проектов была построена при авторском надзоре Владимира Мыслина. Проект советского павильона на Лейпцигской ярмарке был выдвинут на соискание Сталинской премии.
В 1950 году Владимир Мыслин был избран членом-корреспондентом Академии архитектуры СССР, а в 1956 году — действительным членом Академии строительства и архитектуры СССР. С 1957 по 1959 год был заместителем директора НИИ Промзданий Академии строительства и архитектуры СССР. На этой должности он занимался работами по унификации, типизации и индустриализации строительства промышленных зданий. С 1959 года снова работал в Промстройпроекте. Руководил проектированием и строительством промышленных зданий нового типа на Юго-Западе Москвы, в Московской области, а также промышленных районов других городов СССР. В частности, авторской группой под руководством Владимира Мыслина был спроектирован и построен опытно-показательный корпус шелкоткацкой фабрики в Новых Черёмушках.
Владимир Мыслин в основном занимался промышленным строительством, однако в разные годы он проектировал и другие здания: типовые жилые дома, проект здания Военной академии в Москве, проект дома отдыха под Москвой, проект высотного здания гостиницы на Ленинградском проспекте, проект павильона СССР на Международной выставке в Брюсселе, форпроект Международной выставки в Москве и другие.
Опубликовал свыше 40 научных работ. Преподавал в Московском архитектурном института. Был доцентом, а с 1963 года — профессором факультета промышленного строительства Московского архитектурного института. Член Союза архитекторов СССР с 1933 года. С 1941 по 1959 год непрерывно избирался членом правления Союза архитекторов СССР. Член комиссии по промышленной архитектуре Союза архитекторов.
Жил в Москве по адресу: улица Маршала Рыбалко, 8.

## Награды
- Орден «Знак Почёта» (21.09.1966) — за заслуги в подготовке специалистов, развитии отечественной архитектуры и в связи со 100-летием со дня основания Московского архитектурного института[5].

## Сочинения
- Мыслин В. А. Архитектура производственного цеха // Архитектура СССР. — 1935. — № 2.
- Мыслин В. А. Развитие унификации и типизации промышленных зданий в СССР. — М.: Госстройиздат, 1959.
- Архитектурное проектирование промышленных предприятий: (Учебник для вузов) / Ред.: С. В. Демидов, А. С. Фисенко, В. А. Мыслин и др. — М.: Стройиздат, 1984. — 392 с.